# Lucio Volcacio Tulo (cónsul 33 a. C.)
Lucio Volcacio Tulo (en latín, Lucius Volcacius Tullus) fue un político y militar romano de la república tardía. Fue cónsul en 33 a. C.

## Familia
Tulo era el hijo de Lucio Volcacio Tulio, el cónsul del año 66 a. C. 

## Carrera política
Fue elegido pretor urbano en el 46 a. C. En el año 45 a. C. le fue adjudicada la provincia de Cilicia como gobernador propretorial, cargo que ocupó hasta el año 44 a. C., siendo sustituido probablemente por Lucio Estacio Murco. Su decisión de no prestar ayuda a Cayo Antistio Veto, el gobernador de Siria, permitió a Quinto Cecilio Baso, el exgobernador y rival de Julio César, poder soportar el asedio de Antistio Veto hasta que los partos pudieron llegar a liberarlo.
Tulio posteriormente fue elegido cónsul en el año 33 a. C. Más tarde fue procónsul en Asia, ya sea desde 28 a. C. hasta 27 a. C., o desde el 27 a. C. al 26 a. C., siendo sucedido por Lucio Vinicio.